# Asrava
L'Asrava est un concept issu du jaïnisme. Ce terme décrit l'influence du karma sur l'âme, le jiva, karma issu du corps et de l'esprit. Pour cette religion l'asvara est une des Vérités : un Tattva. Il s'agit de ce qui est vraiment. Le karma peut varier et être classé comme bon ou mauvais, tout en sachant qu'à la base il est classé comme mauvais car créant l'attachement : il doit être brûlé pour atteindre l'éveil, le moksha. Faire un acte charitable envers un moine-ascète ou se laisser aller à manger un gâteau : ces deux actes mettent en image respectivement le bon et mauvais karma engendré.
L'asrava est aussi utilisé dans le bouddhisme pour décrire les flux extérieurs, un peu comme dans le jaïnisme, qui créent du mauvais karma et empêchent le croyant d'atteindre le nirvana, l'éveil.